# Catalogo di Lampria
Il Catalogo di Lampria (in greco antico Πίναξ ὧν ὁ Πλούταρχος ἔγραψε, letteralmente "Catalogo di quanto scrisse Plutarco") è un antico elenco degli scritti di Plutarco.

## Struttura
Il Πίναξ (Pinax), ossia il catalogo delle opere complete di Plutarco, viene definito "di Lampria" in base ad una notizia del lessico Suda su un presunto figlio di Plutarco:
In realtà, è certo che Lampria era il nome del nonno e del fratello di Plutarco, che non ebbe figli con quel nome; inoltre il codice più antico del Catalogo non contiene la lettera che lo accompagna in altri manoscritti:
In cambio, sono lieto di inviarti i miei saluti e di dirti che ti ho allegato la lista degli scritti di mio padre, come desideravi. Spero che tutto vada bene.»
(trad. A. D'Andria)
Se ne desume, dunque, che la lettera, che ha un inizio ex abrupto e non contiene né il nome dello scrivente, né del destinatario, sia un falso compilato per accompagnare un pinax tardoantico creato a partire dalla testimonianza di Suda, quindi almeno nel XIII o XIV secolo.
La lista inizia con le Vite parallele, seguite da altre biografie, compresa la spuria Vite dei dieci oratori. Seguono i Moralia, ordinati alla rinfusa: unico principio di catalogazione sembra quello secondo il quale le opere in un singolo libro sono elencate prima di quelle in più volumi, anche se ci sono gruppi legati per soggetto, come, ad esempio, quattro degli scritti anti-stoici e tre di quelli anti-epicurei. Tre titoli rimandano ad altrettante opere spurie conservate.

## Analisi critica
L'elenco, quindi, riporta 227 scritti, di cui a noi sono giunti solo 83, compresi in 87 libri, mentre sono perdute 144 opere: tuttavia, il Catalogo omette 18 scritti conservati per tradizione diretta e 6 di cui restano frammenti. Da quanto riportato, comunque, si deduce che con il nome di Plutarco circolavano 251 opere, per un totale di circa 300 volumina.
A proposito degli scritti non pervenuti, si ritiene utile riportare proprio i titoli delle opere presenti nel catalogo di Lampria che sono andate perdute completamente o in parte:
- 42. Studi omerici, 4 libri (Ὁμηρικῶν μελετῶν βιβλία δ΄), frr. 122-127
- 43. Su Empedocle, 10 libri (Εἰς Ἐμπεδοκλέα βιβλία ι΄), fr. 24
- 44. Sulla quinta sostanza, 5 libri (Περὶ τῆς πεμπτῆς 2 οὐσίας βιβλία ε΄)
- 45. Sulla discussione di entrambi gli aspetti di una domanda, 5 libri (Περὶ τῆς εἰς ἑκάτερον ἐπιχειρήσεως βιβλία ε΄)
- 46. Storie, 3 libri (Μύθων βιβλία γʹ)
- 47. Sulla retorica, 3 libri (Περὶ ῥητορικῆς βιβλία γʹ)
- 48. Introduzione all'anima, 3 libri (Περὶ ψυχῆς εἰσαγωγῆς βιβλία γʹ)
- 49. Sui sensi, 3 volumi (Περὶ αἰσθήσεων βιβλία γʹ)
- 50. Estratti dai filosofi, 2 volumi (Ἐκλογὴ φιλοσόφων, βιβλία β΄)
- 51. Benefici delle (o alle) città, 3 libri (Πόλεων εὐεργεσίαι, βιβλία γʹ)
- 52-53. Sull'opera di Teofrasto Πρὸς τοὺς καιροὺς, 2 libri (Περὶ Θεοφράστου πρὸς τοὺς καιροὺς πολιτικῶν βιβλία βʹ)
- 54. Sulla storia trascurata, 4 libri (Περὶ παρειμένης ἱστορίας βιβλία δʹ)
- 55. Proverbi, 2 libri (Παροιμιῶν βιβλία βʹ)
- 56. I Topici di Aristotele, 8 libri (Τῶν Ἀριστοτέλους τοπικῶν βιβλία ηʹ)
- 57. Sosicle, 2 libri (Σωσικλῆς, βιβλία βʹ.)
- 58. Sul fato, 2 libri (Περὶ εἱμαρμένης βιβλία βʹ)
- 59. Sulla giustizia, contro Crisippo, 3 libri (Περὶ δικαιοσύνης πρὸς Χρύσιππον βιβλία γʹ)
- 60. Sulla poesia (Περὶ ποιητικῆς)
- 62. Miscellanea di estratti, storici e poetici (Στρωματεῖς ἱστορικοὶ καὶ ποιητικοὶ)
- 63. Sull'unità dell'Accademia dal tempo di Platone (Περὶ τοῦ μίαν εἶναι ἀπὸ τοῦ Πλάτωνος Ἀκαδήμειαν)
- 64. Sulle differenze tra i Pirroniani e gli Accademici (Περὶ τῆς διαφορᾶς τῶν Πυρρωνείων καὶ Ἀκαδημαϊκῶν)
- 66. Sul fatto che nella visione di Platone l'universo aveva un inizio (Περὶ τοῦ γεγονέναι κατὰ Πλάτωνα τὸν κόσμον)
- 67. Dove sono le forme? (Ποῦ εἰσιν αἱ ἰδέαι;)
- 68. Il modo della partecipazione della materia alle forme (Πῶς ἡ ὕλη τῶν ἰδεῶν μετείληφεν; ὅτι τὰ πρῶτα σώματα ποιεῖ)
- 69a. (dubbio) A (o contro) Alcidamante (Πρὸς Ἀλκιδάμαντα)
- 70. In difesa (o a proposito) del Teagete di Platone (Ὑπὲρ τοῦ Πλάτωνος Θεάγους)
- 71. Sul fatto che la filosofia accademica permetta la realtà della profezia (Περὶ μαντικῆς ὅτι σῴζεται κατὰ τοὺς Ἀκαδημαϊκούς), frr. 21-23
- 74. Se sia migliore il numero pari o dispari (Πότερον ὁ περισσὸς ἀριθμὸς ἢ ὁ ἄρτιος ἀμείνων)
- 78. Sull'uso comune, contro gli Stoici (Περὶ συνηθείας πρὸς τοὺς Στωικούς)
- 80. Contro la lezione di Epicuro sugli dei (Πρὸς τὴν τοῦ Ἐπικούρου ἀκρόασιν περὶ θεῶν)
- 83. Sull'amicizia, per Bitino (Πρὸς Βιθυνὸν περὶ φιλίας)
- 84. Ammonio, o sul non trovare piacere nell'aver rapporti col vizio (Ἀμμώνιος, ἢ περὶ τοῦ μὴ ἡδέως τῇ κακίᾳ συνεῖναι)
- 86. La retorica è una virtù? (Εἰ ἀρετὴ ἡ ῥητορική)
- 93. Sull'ira (Περὶ ὀργῆς), fr. 148
- 99. Sulle comete (Περὶ κομητῶν)
- 100. Quale dei tre nomi di un uomo è il suo nome proprio? (Περὶ τῶν τριῶν ὀνομάτων, τί κύριον;)
- 105. Sui modi di vita. Secondo un'altra copia il titolo è La vita come un gioco a dadi (Περὶ βίων· ἐν ἄλλῳ δὲ Περὶ τοῦ τὸν βίον ἐοικέναι κυβείᾳ)
- 106. L'uso corretto degli esercizi della scuola (Πῶς δεῖ τοῖς σχολικοῖς γυμνάσμασι χρῆσθαι;)
- 109. Sul proprio corpo (Περὶ τοῦ ἰδιόυ σώματος)
- 111. Consolazione ad Asclepiade (Παραμυθητικὸς πρὸς Ἀσκληπιάδην)
- 113. Sulla passione per l'ornamento di sé (Περὶ φιλοκοσμιάς)
- 114. La balia (Τιτθευτικός)
- 119. Spiegazioni dei Pronostici di Arato (Αἰτίαι τῶν Ἀράτου Διοσημειῶν), frr. 13-20
- 120. Note ai Theriaká di Nicandro (Εἰς τὰ Νικάνδρου Θηριακά), frr. 113-115
- 123. Sulla data dell'Iliade (Περὶ τοῦ χρόνου τῆς Ἰλιάδος)
- 124. Come giudicare la vera storia (Πῶς κρινοῦμεν τὴν ἀληθῆ ἱστορίαν;)
- 125. Memorabili (Ἀπομνημονεύματα)
- 129. Sulle inconsistenze epicuree (Περὶ τῶν Ἐπικουρείων ἐναντιωμάτων)
- 131. Sul fatto che non ci sia conflitto tra i principi dell'Accademia e l'arte della profezia (Περὶ τοῦ μὴ μάχεσθαι τῇ μαντικῇ τὸν Ἀκαδημαϊκὸν λόγον)
- 132. Lettera a Favorino sull'amicizia. Secondo un'altra copia il titolo è Sull'uso da farsi degli amici (Ἐπιστολὴ πρὸς Φαβωρῖνον περὶ φιλίας· ἐν ἄλλῳ δὲ Περὶ φίλων χρήσεως), frr. 159-171
- 133. Contro Epicuro sul libero arbitrio (Περὶ τοῦ ἐφ᾿ ἡμῖν πρὸς Ἐπίκουρον)
- 134. Lezioni accademiche (Σχολαὶ Ἀκαδημαϊκαί)
- 135. Gli animali possono pensare? (Εἰ λόγον ἔχει τὰ ζῷα)
- 137. Come può un uomo attivo negli affari evitare la reputazione di curioso? (Πῶς ἄν τις ἐν πράγμασι φιλοπράγμονος δόξαν διαφύγοι;)
- 139. Spiegazione delle tradizioni straniere (Αἰτίαι βαρβαρικαί)
- 140. Sul kestos della madre degli dei (Περὶ τοῦ κέστου τῆς μητρὸς τῶν θεῶν)
- 141. Sui principi primi di Protagora (Πρωταγόρου περὶ τῶν πρώτων)
- 142. Sui proverbi usati dagli alessandrini (Περὶ τῶν παρ᾿ Ἀλεξανδρεῦσι παροιμιῶν)
- 143. Sul fatto che gli epicurei parlino in maniera più paradossale dei poeti (Ὅτι παραδοξότερα οἱ Ἐπικούρειοι τῶν ποιητῶν λέγουσι)
- 144. Che cos'è capire? (Τί τὸ συνιέναι;)
- 145. Sul niente e sul nulla (Περὶ τοῦ δὲν καὶ μηδέν)

- 146. Sull'impossibilità di capire (Ὅτι οὐδὲν ἔστι συνιέναι)
- 148. Estratti e confutazioni di autori stoici ed epicurei (Στωικῶν καὶ Ἐπικουρείων ἐκλογαὶ καὶ ἔλεγχοι)
- 149. Spiegazioni delle attuali dottrine stoiche (Αἰτίαι τῶν περιφερομένων Στωικῶν)
- 150. Sulle date (Περὶ ἡμερῶν), fr. 142
- 151. Sulla curiosità (Περὶ περιεργίας)
- 152. Contro Crisippo su ciò che viene per primo (Περὶ τοῦ πρώτου ἑπομένου πρὸς Χρύσιππον)
- 153. Discorso sull'ipotesi (Ὑποθετικὸς ἢ περὶ ἀρχῆς)
- 154. Su ciò che è in nostro potere, risposta agli Stoici (Περὶ τοῦ ἐφ᾿ ἡμῖν πρὸς τοὺς Στωικούς)
- 155. Contro Epicuro sulla superstizione (Περὶ δεισιδαιμονίας πρὸς Ἐπίκουρον)
- 156. Si deve sostenere una causa per chiunque? (Εἰ πᾶσι συνηγορητέον)
- 157. Lettera di consolazione a Bestia (Πρὸς Βηστίαν παραμυθητικός)
- 158. Sui dieci tropi di Pirrone (Περὶ τῶν Πύρρωνος δέκα τρόπων)
- 159. Contro Epicuro sui modi di vivere (Περὶ βίων πρὸς Ἐπίκουρον)
- 160. Spiegazioni e topici (Αἰτίαι καὶ τόποι)
- 161. Spiegazioni delle mutazioni (Αἰτίαι ἀλλαγῶν)
- 162. Sulla tautologia (Περὶ ταυτολογίας)
- 163. Sulle monadi (Περὶ μονάδων)
- 164. Se un cittadino debba fornire il suo consiglio, sapendo che sarà rifiutato (Εἰ δώσει γνώμην ὁ πολίτης προειδὼς ὅτι οὐ πείσει)
- 165. Sulle opinioni attuali (Περὶ δοξῶν τῶν καθ᾿ ἑαυτόν)
- 167. Questioni delle donne (Αἰτίαι γυναικῶν)
- 168. Sugli uomini famosi (Περὶ ἐνδόξων ἀνδρῶν)
- 170. Soluzioni dei problemi (Ἀποριῶν λύσεις)
- 171. Raccolta di oracoli (Χρησμῶν συναγωγή)
- 172. Sulla libertà dal dolore (Περὶ ἀλυπίας)
- 173. Sugli esercizi (Περὶ γυμνασμάτων)
- 174. Sul desiderio (Περὶ ἐπιθυμίας)
- 177. Sul detto Conosci te stesso ed il problema dell'immortalità (Περὶ τοῦ γνῶθι σαυτὸν καὶ εἰ ἀθάνατος ἡ ψυχή)
- 179. Sulla calma mentale (Περὶ ἀταραξίας)
- 181. Sulla discesa nella caverna di Trofonio (Περὶ τῆς εἰς Τροφωνίου καταβάσεως)
- 182. Supplice (Ἱκέτης)
- 183. Epitome fisica (Φυσικὴ ἐπιτομή)
- 184. Sui primi filosofi ed i loro successori (Περὶ τῶν πρώτων φιλοσοφησάντων καὶ τῶν ἀπ᾿ αὐτῶν)
- 185. Sulla materia (Περὶ ὕλης)
- 187. L'educazione di Achille (Ἀχιλλέως παιδεία)
- 188. Sui Cirenaici (Περὶ Κυρηναϊκῶν)
- 189. Apologia di Socrate (Ἀπολογία ὑπὲρ Σωκράτους)
- 190. Sulla condanna di Socrate (Περὶ τῆς Σωκράτους καταψηφίσεως)
- 191. Sui mangiatori di terra (Περὶ γεωφάγων)
- 192. Lezione sulle dieci categorie (Διάλεξις περὶ τῶν δέκα κατηγοριῶν)
- 193. Sui problemi (Περὶ προβλημάτων)
- 194. Sui caratteri (Περὶ χαρακτήρων)
- 195. Fondazioni di città (Πόλεων κτίσεις)
- 196. Raccolta di opinioni scientifiche (Φυσικῶν ἀρεσκόντων)
- 198. Sugli avvocati (Περὶ τῶν συνηγορούντων)
- 199. Qual è il miglior modo di vivere? (Τίς ἄριστος βίος;)
- 200. Sulle date (Περὶ ἡμερῶν)
- 200a. Raccolta di lezioni scientifiche e discorsi pubblici (Μελετῶν φυσικῶν καὶ πανηγυρικῶν)
- 201. Sui Dedala a Platea (Περὶ τῶν ἐν Πλαταιαῖς Δαιδάλων), frr. 157-158
- 202. Raccolta di introduzioni ai problemi letterari (Φιλολόγων παρασκευῶν)
- 203. Sulla nobiltà di nascita (Περὶ εὐγενείας), frr. 139-141
- 204. Risposta a Dione pronunciata ad Olimpia (Ὁ πρὸς Δίωνα ῥηθεὶς ἐν Ὀλυμπίᾳ)
- 205. Sul problema delle credenze di Eraclito (Περὶ τοῦ τί ἔδοξεν Ἡρακλείτῳ)
- 207. Protrettico, ad un giovane ricco (Προτρεπτικὸς πρὸς νέον πλούσιον)
- 209. Sull'anima (Περὶ ψυχῆς), frr. 173-178
- 210. Se non pronunciare il giudizio coinvolga l'inattività (Εἰ ἄπρακτος ὁ περὶ πάντων ἐπέχων)
- 212. Sui terremoti (Περὶ σεισμῶν)
- 213. Come uno spartano debba combattere (Πῶς δεῖ Λάκωνα μάχεσθαι;)
- 214. Protrettico, ad Asclepiade di Pergamo (Προτρεπτικὸς εἰς Ἀσκληπιάδην Περγαμηνό)
- 216. Sulla caccia (Περὶ κυνηγετικῆς)
- 217. Contro coloro che tentano l'inganno (Πρὸς τοὺς ἐξαπατᾶν πειρωμένους)
- 219. Contro coloro che non si occupano di filosofia perché si esercitano nella retorica (Πρὸς τοὺς διὰ τὸ ῥητορεύειν μὴ φιλοσοφοῦντας)
- 220. Che attenzione bisogna prestare alla poesia? (Περὶ ποιημάτων, τίς ἡ αὐτῶν ἐπιμέλεια;)
- 221. Qual è il fine per Platone? (Τί τὸ κατὰ Πλάτωνα τέλος;)
- 223. Libro di esercizi introduttivi alla filosofia (Φιλοσόφων παρασκευῶν)
- 224. Su Euripide (Περὶ Εὐριπίδου)
- 225. Come dobbiamo determinare la verità? (Πῶς κρινοῦμεν τὴν ἀλήθειαν;)
- 226. Se l'anima sia immortale (Ὅτι ἄφθαρτος ἡ ψυχή)
- 227. Discorso in risposta a Dione (Διάλεξις πρὸς Δίωνα)

Come detto, inoltre, abbiamo titoli non compresi nel Catalogo e citati da altri. Ad esempio, Fozio cita due titoli non presenti nel catalogo di Lampria, entrambi perduti: Sulla dote naturale ed il duro lavoro (Περὶ φύσεως καὶ πόνων), fr. 172; Su (o contro) la ricchezza (Περὶ πλούτου), frr. 149-152.
Ancora, altre fonti hanno conservato titoli non ricordati dal Catalogo di Lampria né da Fozio: Commento alle Opere e i giorni di Esiodo, frr. 25-112; Contro il piacere, frr. 116-120; Contro la forza fisica, fr. 121; Anche una donna dovrebbe essere istruita, frr. 128-133; Sull'amore, frr. 134-138; Sulla quiete, fr. 143; Sulla bellezza, frr. 144-146; Sull'arte della profezia, fr. 147; Sulla calunnia, frr. 153-156; Stromateis, fr. 179. A parte si situano due frammenti, pubblicati nel 1773 dallo studioso Thomas Tyrwhitt da due opere che ritenne plutarchee: Desiderio e dolore; Se una parte o una facoltà dell'anima sia soggetta alle affezioni.
Esistono, comunque, differenze di testo nel Catalogo di Lampria e alcune precisazioni.
Per quanto concerne i titoli delle opere pervenute e il modo in cui sono citate nel Catalogo, il Sui ritardi della punizione divina presenta una titolatura greca diversa (Περὶ βραδέως κολαζομένων ὑπὸ τοῦ θείου) rispetto a quella presente nei manoscritti (Περὶ τῶν ὑπὸ τοῦ θείου βραδέως τιμωρουμένων) o ancora, L'arte di ascoltare presenta l'aggiunta τῶν φιλοσόφων assente in tutti i manoscritti che riportano l'opuscolo.
Altre opere presentano titoli più completi: il De Iside et Osiride presenta la forma Περὶ τοῦ κατ'Ἷσιν λόγου καὶ Σάραπιν, così come l'opera che passa sotto il titolo di Bruta animalia ratione uti (Περὶ τοῦ τὰ ἄλογα λόγῳ χρῆσθαι) presenta la dicitura Περὶ ζῴων ἀλόγων ποιητικός (in realtà, questo scritto dialogico è anche noto con il titolo di Grillo dal nome di uno dei personaggi che prendono parte alla discussione), mentre il De sollertia animalium possiede il più calzante titolo Se siano più intelligenti gli animali terrestri, volatili o acquatici, il De superstitione presenta il sottotitolo Contro Epicuro e gli Apoftegmi spartani sono, in realtà, suddivisi di tre sezioni: 1) i  Detti degli Spartani (solitamente re); 2) i Detti delle Spartane; 3) i cosiddetti Instituta Laconica, così come il Sulla fortuna di Alessandro Magno (II) compare nella forma Sulla virtù di Alessandro Magno, anche se in realtà si preferisce considerare il trattato come diviso in due precipue sezioni [21a-b]. Infine, le Amatoriae narrationes presentano il sottotitolo Contro gli amanti, in quanto si tratta di una serie di brevissimi racconti su amori infelici.
Il Catalogo, dunque, nonostante le sue manchevolezze, è una fonte di prim'ordine per ricostruire, almeno nelle linee generali, gli argomenti dell'intera produzione plutarchea.